# Ганьшин, Вячеслав Иванович
Вячеслав Иванович Ганьшин (1897—1973) — советский военачальник, генерал-майор танковых войск. Начальник штаба 7-го механизированного корпуса, участник Первой мировой, Советско-польской и Великой Отечественной войн.

## Биография
Родился 18 февраля 1897 года в Скопине, Рязанской губернии.
С 1915 года после окончания Скопинского реального училища был призван в ряды Российской императорской армии и с 1916 года после окончания Военной школы лётнабов в звании подпоручика был участником Первой мировой войны.
С 1918 года призван в ряды РККА, служил в составе 2-й стрелковой дивизии в должности красноармейца 3-го интернационального полка и помощника командира роты 15-го стрелкового полка. С 1919 по 1922 год обучался в Военной академии РККА. С 1922 по 1923 год служил в составе 14-й стрелковой дивизии в должности командира роты 40-го образцового стрелкового полка. С 1923 по 1924 год — начальник оперчасти штаба 48-й стрелковой дивизии. С 1924 по 1925 год — начальник оперчасти штаба 28-й Горской Краснознамённой стрелковой дивизии имени В. М. Азина в составе Северо-Кавказского военного округа. 
С 1925 по 1930 год служил в центральном аппарате Штаба Рабоче-Крестьянской Красной Армии в должности помощника начальника 6-го и 2-го отделов. С 1930 по 1931 год обучался на КУКС при Военно-технической академии имени Ф. Э. Дзержинского. С 1931 по 1934 год — помощник начальника Автобронетанкового управления Приволжского военного округа. С 1934 по 1936 год — помощник начальника штаба 32-й механизированной бригады в составе Забайкальского военного округа. С 1936 по 1938 год — начальник первого отделения Автобронетанкового управления Особой Краснознамённой Дальневосточной армии. 
С 1938 года на педагогической работе в Военной академии бронетанковых войск РККА имени И. В. Сталина в должностях преподавателя и доцента кафедры тактики. В 1939 году был участником Советско-польской войны. С октября 1941 по января 1942 года в период Великой Отечественной войны в качестве представителя академии находился в войсках Калининского фронта, был участником Московской битвы. С 1942 по 1943 год — заместитель командира 1-го механизированного корпуса, 29 октября 1942 года в период боёв получил контузию.
С 21 августа 1943 по 5 февраля 1945 года — начальник штаба 7-го механизированного корпуса, 20 ноября 1943 года в период боёв районе Кривого Рога получил лёгкое ранение. С 5 февраля 1945 по 21 января 1946 года — заместитель начальника штаба 2-й гвардейской танковой армии, участник Берлинской наступательной операции и штурма Берлина. С  1946 по 1956 год на педагогической работе в Высшей военной академии имени К. Е. Ворошилова в должности старшего преподавателя кафедры бронетанковых и механизированных войск.
С 1956 года в запасе.
Скончался 1 марта 1973 года в Москве, похоронен на Введенском кладбище.

## Награды
- Орден Ленина (21.02.1945);
- четыре ордена Красного Знамени (12.08.1944, 03.11.1944, 25.07.1945, 20.06.1949);
- Орден Кутузова II степени (06.04.1945);
- Орден Красной Звезды (24.06.1943);
- Медаль «XX лет РККА» (1938);
- Медаль «За оборону Москвы» (1945);
- Медаль «За взятие Берлина» (1945);
- Медаль «За освобождение Варшавы» (1945);
- Медаль «За победу над Германией в Великой Отечественной войне 1941—1945 гг.» (1945);
- Медаль «В память 800-летия Москвы» (1947);
- Медаль «30 лет Советской Армии и Флота» (1948);
- Медаль «40 лет Вооружённых Сил СССР» (1958)[9][10][1].